# 베를린의 밤은 깊어
《베를린의 밤은 깊어》(Versteckt, Forbidden)는 독일(구 서독)에서 제작된 안소니 페이지 감독의 1984년 영화이다. 재클린 비셋 등이 주연으로 출연하였고 마크 포스태터 등이 제작에 참여하였다.

## 출연

### 주연
- 재클린 비셋
- 주겐 프로크노

### 조연
- 아이린 워스
- 피터 본핸
- 로버트 다이어틀
- 아비스 버니지

## 기타
- 공동제작: 한스 브로크먼
- 협력프로듀서: 잉그리드 윈디쉬
- 의상: 기셀라 스토치